# Krueng (Delima)
Krueng is een bestuurslaag in het regentschap Pidie van de provincie Atjeh, Indonesië. Krueng telt 450 inwoners (volkstelling 2010).